# 琉球放送
琉球放送株式會社（日语：／ Ryūkyū Hōsō Kabushiki-gaisha */?），通稱琉球放送（日語：琉球放送）、RBC，是日本的一家以沖繩縣為播出範圍的廣電兼營台。琉球放送的前身是美国统治琉球时期由琉球列島美國軍政府情報教育部設立的「琉球之聲電台」。1954年9月，該電台改為商業電台。琉球放送的廣播服務是JRN聯播網成員，識別呼號是JORR。電視服務開始於1960年6月1日，為JNN聯播網成員，識別呼號是JORR-DTV，遙控器號碼是3頻道。琉球放送在沖繩縣外的東京、大阪、福岡亦設有據點:233。

## 資本構成
下表列出2021年3月31日時琉球放送的主要股東:485：
| 資本金         | 授權資本 | 每股價值  | 發行股份總數 | 股東數 |
| -------------- | -------- | --------- | ------------ | ------ |
| 2億7,000萬日元 | 6億日元  | 1,000日元 | 270,000股    | 115    |

| 股東       | 持股數   | 比例   |
| ---------- | -------- | ------ |
| 沖繩時報社 | 27,000股 | 10.00% |
| 小禄邦男   | 27,000股 | 10.00% |
|            | 16,591股 | 06.14% |
| 山里将隆   | 14,783股 | 05.47% |

## 歷史

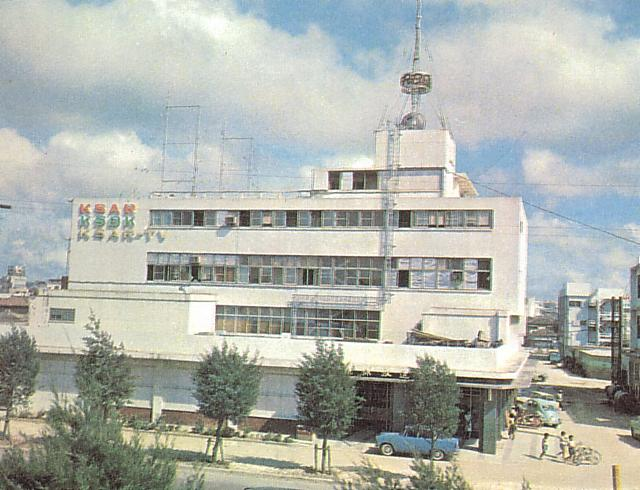
1960年代的琉球放送總部

1949年5月16日，琉球列島美國軍政府設立的琉球之聲電台進行試播，呼號AKAR，並在1950年1月21日正式開始播出，是美國軍政府設立的首個面向琉球民眾的日語廣播，節目75%由NHK提供，25%由美軍政府提供:年表2。1953年2月1日，琉球之聲的呼號改為KSAR，發射功率增強至3千瓦:年表2。當時美國國內的廣播事業完全由民營廣播構成，美國軍政府亦受到美國國內情況影響，認為廣播事業應由民間承擔，因此在1954年將琉球之聲交由琉球大學財團運營:26。
由於琉球大学財團出現財政困難，同年9月20日，以沖繩時報社為中心的沖繩財界各企業成立了琉球放送，資本金1,000萬B元，接手經營琉球之聲。同年10月1日，琉球放送正式開播，仍繼續沿用KSAR呼號:年表4。翌年9月1日，琉球放送開始播出英語頻道，呼號KSBK，主要面向美軍及家屬播出:年表6。1958年7月30日，琉球放送開始修建第二代總部。該建築共有4層，總樓面面積2,303平方公尺.該建築在翌年5月20日竣工，琉球放送於同年6月23日開始在第二代總部播出節目:年表10-12。
1957年7月24日，琉球放送申請獲得電視播出執照，但被琉球政府拒絕:年表10。兩年後的1959年4月9日，琉球放送再次申請電視播出執照，並在同年12月2日正式獲得播出許可:年表6。琉球放送同時還加入了JNN，加強和日本本土的關係:年表14。翌年6月1日，琉球放送正式開始播出電視節目，成為沖繩第二家民營電視台:年表16。1963年，琉球放送在久米島設置轉播站，是沖繩的首個電視轉播站:年表22。翌年隨著日本本土和沖繩之間開通了微波回線，琉球放送得以零時差轉播日本本土的節目:50。琉球放送還在同年制定了「RBC之歌」，在每日開播及收播時播出:年表25。1965年，琉球放送加入了JRN，令電視部門和廣播部門都加入了聯播網:年表26。
1966年，琉球放送擴建了總部大樓，並從同年開始在早晨亦播出電視節目:年表28。1968年5月5日，琉球放送開始播出彩色電視節目:年表32，並在1971年開始播出自製彩色節目:年表38。在1970年，琉球放送廣播實現24小時播出。同年琉球放送還憑藉關於沖繩問題的報道而獲得第一屆JNN特別賞:年表36。
1972年，隨著美國將沖繩主權交還給日本，琉球放送的呼號也發生變化。電視呼號由KSAR-TV改為JORR-TV、日語電台呼號由KSAR改為JORR、英語電台呼號改為KSBK改為JORO:年表40。在沖繩回歸當天的1972年5月15日，琉球放送不僅轉播了政權移交儀式，還協助TBS製作了新聞特別節目:年表41。翌年琉球放送申請延長英語電台的播出執照，但被郵政省拒絕，琉球放送因此停播英語電台頻道:年表42。1978年8月，琉球放送開始修建新放送會館:52，並在1980年完成一期工程，同年12月1日開始在新放送會館播出電視節目:年表56。翌年隨著二期工程竣工，新放送會館完成。該建築有11層，總樓面面積6,971平方公尺:年表58。據1980年時的調查，琉球放送的廣播部門佔據沖繩廣播市場40.7%的收聽份額，電視部門佔據55.2%的收視份額.沖繩縣收聽率前10和收視率前10的節目中，都有9個是琉球放送的節目:年表57。
1981年1月26日，由於豐見城轉播所發生故障，琉球放送一度在黃金時段停播電視節目超過3小時:年表58。1984年，琉球放送和NHK沖繩放送局達成協議，兩者同意使用同一信號發射塔:年表62。翌年琉球放送開始播出立體聲電視:年表64。1987年，琉球放送獲得了收視率三冠王:年表68。在1989年，沖繩首次舉辦全國民間放送大會，琉球放送也是主辦單位之一:年表72。同年琉球放送配備了SNG車，令在山地等交通不便地區直播新聞成為可能:年表72。
1993年，朝日電視台和琉球放送達成協議，朝日電視台將活用琉球放送的人才和設備，在沖繩縣開設新台。這種極為接近「一台兩頻道」（一局二波）模式也是日本廣播電視業界的首次出現的全新嘗試，旨在最大限度降低成本:12-13。同年琉球放送在宮古島、八重山群島開設轉播站，令先島群島也能收看到琉球放送的電視節目:年表80。為了適應和朝日電視台共同開設的琉球朝日放送即將開播的需求，琉球放送在1994年對新放送會館進行擴建，並在1995年竣工:277。
1999年至2001年，琉球放送連續三年獲得黃金時段及晚間時段的收視率冠軍:年表92-96。為迎接數位電視時代，琉球放送在2005年對總部再次進行擴建:16-17。2006年12月1日，琉球放送開始播出數位電視節目，並在2011年7月24日停止播出類比電視訊號。2013年，琉球放送電台加入radiko服務，在網路上現在亦可以免費收聽琉球放送的廣播節目。

## 廣播部門
1967年，琉球放送英語電台主播亞瑟·貝爾創下連續播出116小時廣播節目的世界紀錄（自1月13日18時15分播出至18日12時15分）:81。
琉球放送自開播以來就積極製作充滿地方特色的廣播節目，尤其以擅長沖繩民謠領域:180-183。現在琉球放送廣播在每週一至週五16時播出今日民謠點播播出觀眾點播的沖繩民謠，是琉球放送代表性的介紹沖繩文化藝術的節目。除了介紹沖繩文化的節目之外，琉球放送亦製作帶狀音樂、娛樂、新聞資訊等節目。

## 電視部門
1963年，琉球放送和TBS共同製作了新春特別節目:年表23。在開播20週年之際的1974年，琉球放送曾遠赴南美和夏威夷，製作有關沖繩人移民的紀錄片:年表45。
琉球放送在新聞領域享有一定評價。1976年至2004年播出的《RBC區域報告》是琉球放送第一個大型帶狀新聞節目，在最初半年就獲得了超過20%的收視率:160-161。琉球放送在1995年至1997年播出的《RBC Prime 2000》節目同樣是新聞節目，詳細報道沖繩縣內的新聞，也是琉球放送少數在黃金時段播出的自製節目:164。現在琉球放送在每週一至週五傍晚播出的帶狀新聞節目《RBC THE NEWS》。
在RBC區域報告的成功刺激下，琉球放送在1981年至1987年還播出了另一檔帶狀節目《RBC Journal》。和以硬派新聞為主的《RBC區域報告》不同，《RBC Journal》的內容以主婦向資訊為主:162-163。現在琉球放送在每週六午間播出《A午餐》（Aランチ）節目，介紹沖繩縣的實用生活資訊。
琉球放送曾是日本唯一設有運動部的地方廣播公司:172。1961年，琉球放送開始在每週三、六、日轉播職棒比賽:年表19。1980年代後，在每年冬季日本職棒球隊於沖繩集訓時，琉球放送亦會轉播比賽:年表69。此外，琉球放送還是那霸馬拉松的獨家轉播電視台:37。

## 註释
1. ↑  「三冠」指全日（6:00-24:00）、黃金時間（19:00-22:00）、晚間時段（19:00-23:00）三個時段皆獲得收視率第一。

## 外部連結
- 琉球放送 - RBC - （页面存档备份，存于）（官方網站）
- RBC 【琉球放送】的X（前Twitter）
- RBC 琉球放送株式会社的Facebook專頁
- RBC事業部的Instagram帳戶
- YouTube上的RBC頻道 【琉球放送】頻道
- YouTube上的RBCi電台琉球放送頻道
- 琉球放送でーじTV （页面存档备份，存于） 在Niconico動畫上的頻道